# Platoon
Platoon is een Amerikaanse oorlogsfilm uit 1986 geregisseerd door Oliver Stone.

## Verhaal
Chris Taylor (Charlie Sheen) is een idealistische jongen die stopt met zijn studie, zich als vrijwilliger aanmeldt bij het leger en naar Vietnam gaat. Er heerst echter verdeeldheid in het peloton. Sergeant Barnes (Tom Berenger) is een man voor wie vechten en doden alles is; de luitenant heeft geen enkel gezag over de onderofficieren en de dominante Barnes die de lakens uitdeelt. Elias (Willem Dafoe), de andere sergeant, is een idealistische, maar door de oorlog geteisterde soldaat. Hij is een overlever met twee dobbelstenen rond zijn nek.
Op een dag, net nadat er twee militairen gedood zijn, trekken ze een dorp binnen dat verdacht wordt van hulp aan de Vietcong. De mannen zijn bloeddorstig en als de dorpelingen wapens en inwoners blijken te verbergen, verdringt de roep om wraak de redelijkheid. Elias en Barnes komen dan in fel conflict, vooral omdat Elias Barnes belemmert in een verhoring van boeren dan wel vermeende Vietcongstrijders. De pelotonscommandant grijpt wederom niet in, hij is de situatie en vooral zijn dominante onderofficier niet de baas.

## Muziek
Door de hele film heen klinkt het Adagio for Strings, van de Amerikaanse componist Samuel Barber. Dit muziekstuk heeft heel wat hitlijsten veroverd in de tijd van deze film. Verder is er een aantal hits uit de tijd waarin de film speelt: White Rabbit van Jefferson Airplane, Okie from Muskogie van Merle Haggard en The Tracks of My Tears van Smokey Robinson and the Miracles. Hello, I Love You van The Doors werd bij de trailer gebruikt.

## Rolverdeling
| Acteur           | Personage         |
| ---------------- | ----------------- |
| Tom Berenger     | Sgt. Bob Barnes   |
| Willem Dafoe     | Sgt. Elias Grodin |
| Charlie Sheen    | Pvt. Chris Taylor |
| Forest Whitaker  | Big Harold        |
| Francesco Quinn  | Rhah              |
| John C. McGinley | Sgt. Red O'Neill  |
| Richard Edson    | Sal               |
| Kevin Dillon     | Bunny             |
| Reggie Johnson   | Junior Martin     |
| Keith David      | King              |
| Johnny Depp      | Pvt. Gator Lerner |
| David Neidorf    | Tex               |
| Mark Moses       | Lt. Wolfe         |
| Chris Pedersen   | Crawford          |
| Tony Todd        | Sgt. Warren       |

## Prijzen
Platoon kreeg in 1987 acht Oscarnominaties, waarvan hij er vier won: Beste Regisseur, Beste Montage, Beste Film en Beste Geluid. Er werden daarnaast nog zeventien andere prijzen gewonnen, waaronder twee BAFTA Awards en drie Golden Globes.